# Albert le Grand
Pour les articles homonymes, voir Albert et Saint Albert.
Pour l’article ayant un titre homophone, voir Albert Le Grand (écrivain).
Cet article possède un paronyme, voir Grand Albert.
Saint Albert le Grand (né Albrecht von Bollstädt), connu aussi sous les noms d’Albert de Cologne et Albertus Magnus, né autour de l'an 1200 à Lauingen et mort le 15 novembre 1280 à Cologne, est un frère dominicain, philosophe, théologien, naturaliste et chimiste allemand. Évêque de Ratisbonne durant trois ans (1260-1263), il préfère retourner à l'enseignement et est un professeur de renom au XIIIe siècle. Le plus célèbre de ses disciples est saint Thomas d'Aquin.
Homme de grande culture, il laisse une œuvre scientifique d’une grande ampleur, particulièrement brillante dans le domaine des sciences naturelles. Il répand également, comme Boèce et Jacques de Venise, des textes d'Aristote en Occident et laisse une somme de théologie servant de modèle à la Somme théologique de Thomas d'Aquin.

## Biographie

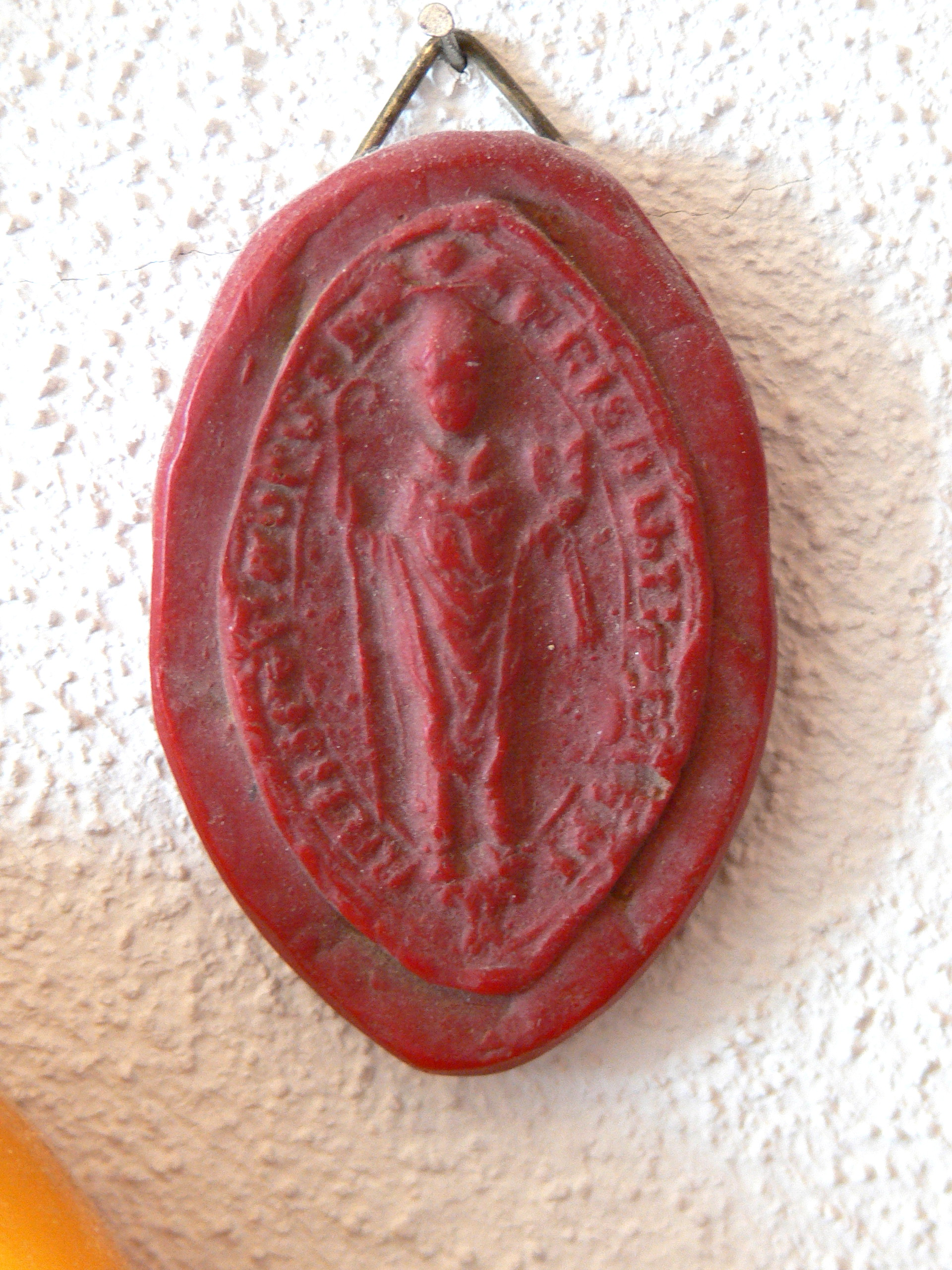
Sceau d'Albert le Grand en tant qu'évêque de Ratisbonne, 1261.

Albert le Grand naît Albert de Bollstaedt à Lauingen en Souabe entre 1193 et 1206, sans doute en 1193. Il meurt à Cologne en 1280. Il introduit dans les universités d’Europe les sciences grecques et arabes. Il est déjà surnommé « le Grand » de son vivant. Il est fêté le 15 novembre.
Après des études de lettres et de médecine en Italie du Nord (Venise, Padoue), il entre, en 1223, à Padoue, dans l'ordre des Dominicains. Il part étudier la théologie peut-être à Paris avant 1233, en tout cas à Cologne, où il l'enseigne dès 1228. Ses premiers travaux sont des commentaires du Pseudo-Denys l'Aréopagite.
Il professe ensuite au couvent Saint-Blaise de Ratisbonne (1237-1240), à Hildesheim, à Fribourg-en-Brisgau, à Strasbourg, et, en 1241, à Paris, à l'Université de Paris, au premier couvent dominicain de la rue Saint-Jacques (Collège des Jacobins, sous l'autorité de Guéric de Saint-Quentin. Il y obtient, en 1245, un poste de maître de théologie : il est maître régent, en place de Guéric de Saint-Quentin, jusqu'en 1248. À Paris (trois ans) et à Cologne (quatre ans, jusqu'en 1252) il a pour élève le jeune Thomas d'Aquin (1225-1274). Albert fonde en 1248 pour les dominicains de Cologne l’École supérieure de théologie (Studium generale), qu'il dirige comme maître régent jusqu'en 1254.
Au cours du XIIIe siècle, la philosophie d'Aristote, dont la Logica nova a été redécouverte au XIIe siècle, principalement par l'intermédiaire de traducteurs arabes, s'impose en Occident à la suite du renouvellement de l'enseignement débuté par Pierre Abélard. C'est au cours de son séjour à Paris qu'Albert le Grand se familiarise avec les écrits du philosophe grec qui vont influencer toute son œuvre. En effet, la plupart de ses travaux consistent à commenter Aristote, en tombant parfois dans quelques paraphrases.
En 1250, il traite de l'arc-en-ciel dans son ouvrage De Iride. Entre 1250 et 1254, il écrit ses deux contributions à l'alchimie : les Meteora et le De mineralibus. En 1252, il devient conciliateur, en l'occurrence entre la ville de Cologne et son archevêque. De 1254 à juin 1257 il est élu provincial (supérieur dirigeant un ensemble de couvents) de Germanie (la province de Teutonie), ce qui l'oblige à visiter à pied une cinquantaine de couvents.
En 1256-1257, il réside auprès de la curie pontificale, probablement en qualité de lecteur du studium de la curie. En 1257, il redevient enseignant à Cologne. En 1259, au chapitre général de l'ordre des dominicains de Valenciennes, il organise avec Thomas d'Aquin et d'autres frères, les études des Frères prêcheurs.

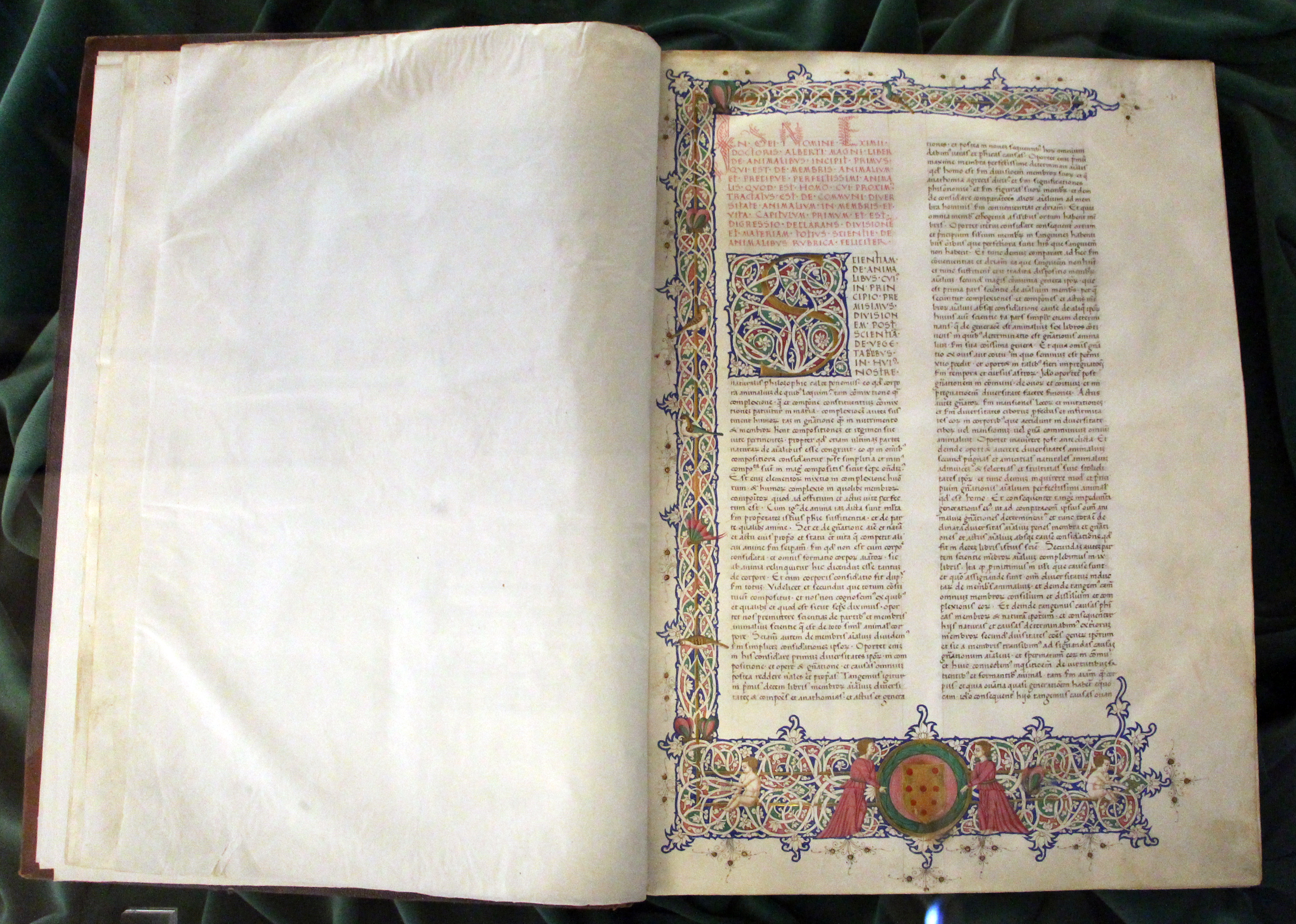
De animalibus (v. 1450-1500), cod. fiesolano 67, Bibliothèque Laurentienne, Florence, Italie.

En 1260, il est nommé évêque de Ratisbonne par le pape Alexandre IV, mais, après trois ans, il demande au pape Urbain IV et obtient de celui-ci la permission d'abandonner sa charge. Maintenu à la curie, il est chargé, en 1263, comme prédicateur, de relancer, « en Allemagne, Bohême et autres pays de langue allemande », la croisade (la septième se termine en 1254), jusqu'en octobre 1264. Il retourne à l'enseignement et aux conciliations : à Wurtzbourg (1264), à Strasbourg (1267), à Cologne (1270).
Ne se contentant pas de contester ponctuellement les travaux d'Aristote, il entreprend une encyclopédie d'ambition comparable De animalibus. Elle comprend :
- le classement de toute la faune d’Europe du Nord connue de son temps ;
- une description détaillée de la reproduction des insectes, la croissance du poulet, des poissons et de mammifères.

Ce vaste traité, achevé vers 1270, comprend vingt-six livres. Les dix-neuf premiers sont des commentaires de l'œuvre d'Aristote, les suivants sont consacrés aux animaux qui marchent, volent, nagent et rampent dans une classification inspirée de Pline l'Ancien. Dans ces derniers livres, il puise largement dans les matériaux du Liber de natura rerum de Thomas de Cantimpré. Cette œuvre qui restera isolée dans son temps tranche sur celles de ses prédécesseurs comme Isidore de Séville et comprend beaucoup plus de descriptions fondées sur des observations réelles.
Il n'empêche que pour encore longtemps la zoologie restera une branche de la théologie dans laquelle les animaux seront étudiés pour les symboles divins qu'ils véhiculent.
Albert le Grand écrit également des encyclopédies semblables pour les minéraux, le De mineralibus et pour les végétaux, le De vegetabilibus. Ce dernier ouvrage comprend une étude sur les effets respectifs de la lumière et de la température sur la croissance des végétaux, ainsi que la question des greffes. On doit à Albert Le Grand la première occurrence documentée de la fabrication de l'arsenic,,,. Il décrit comment il a pu l'isoler en chauffant l'oxyde As2O3 avec du savon ; il expérimente également avec des composés chimiques sensibles à la lumière, notamment le nitrate d'argent.
Ces œuvres sont riches en enseignements historiques et nous apprennent par exemple qu'Albert ne connaissait l'usage du salpêtre que pour la fabrication de l'acide nitrique ou encore que l'ortie était encore citée comme fibre textile à cette époque.

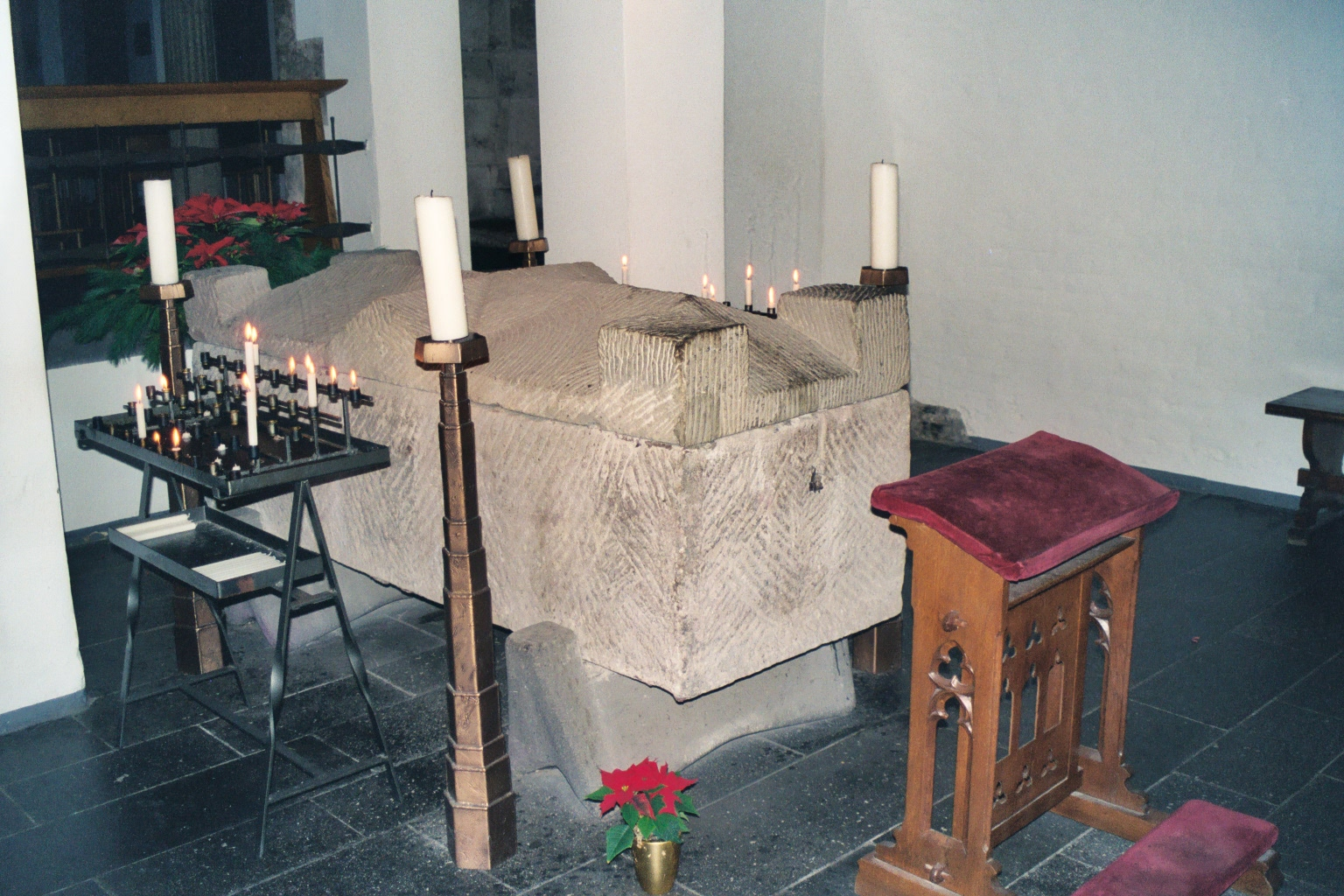
Sarcophage romain contenant les reliques d'Albert le Grand dans la crypte de l'église Saint-André de Cologne, Allemagne.

En 1274, après avoir pleuré la mort de son disciple Thomas d'Aquin, théologien de renom, il participe au concile de Lyon. En 1275, il inaugure l'abbaye Saint-Vit de Mönchengladbach. « Vers 1276-1277 il aurait accompli un ultime voyage à Paris en vue d'apaiser (ce fut en vain) l'hostilité des théologiens de l'université à l'endroit de ces philosophies grecques et arabes qu'il avait plus que quiconque contribué à faire connaître » (É.-H. Weber).
Il meurt à Cologne le 15 novembre 1280. Son tombeau se trouve dans l'église Saint-André de Cologne.

## Après sa mort
- Albert le Grand est béatifié en 1622 par Grégoire XV.
- Il est canonisé en 1931 par le pape Pie XI et proclamé docteur de l'Église par le même Pie XI.
- Il est proclamé « saint patron des savants chrétiens » en 1941 par Pie XII.

L'histoire le retient souvent comme « Docteur universel », en compagnie du « Docteur angélique » (son propre élève saint Thomas d'Aquin), du « Docteur séraphique » (saint Bonaventure) et du « Docteur admirable » (le franciscain Roger Bacon, critique comme lui d'Aristote envers qui saint Thomas d'Aquin avait eu davantage d'indulgence). Ce qui donna naissance à l'idée selon laquelle « pendant longtemps, la philosophie a consisté essentiellement en une rédaction de notes de bas de page dans l'œuvre d'Aristote ».[réf. nécessaire] (détournement d'une réflexion d'Alfred North Whitehead sur Platon).
La rue Maître-Albert dans le 5e arrondissement de Paris porte son nom en hommage depuis 1844. La place Maubert tiendrait son nom d'une déformation de Maître Albert. Une plaque commémorant son souvenir orne l'entrée du couvent Saint-Jacques en l'église Saint-Étienne-du-Mont.

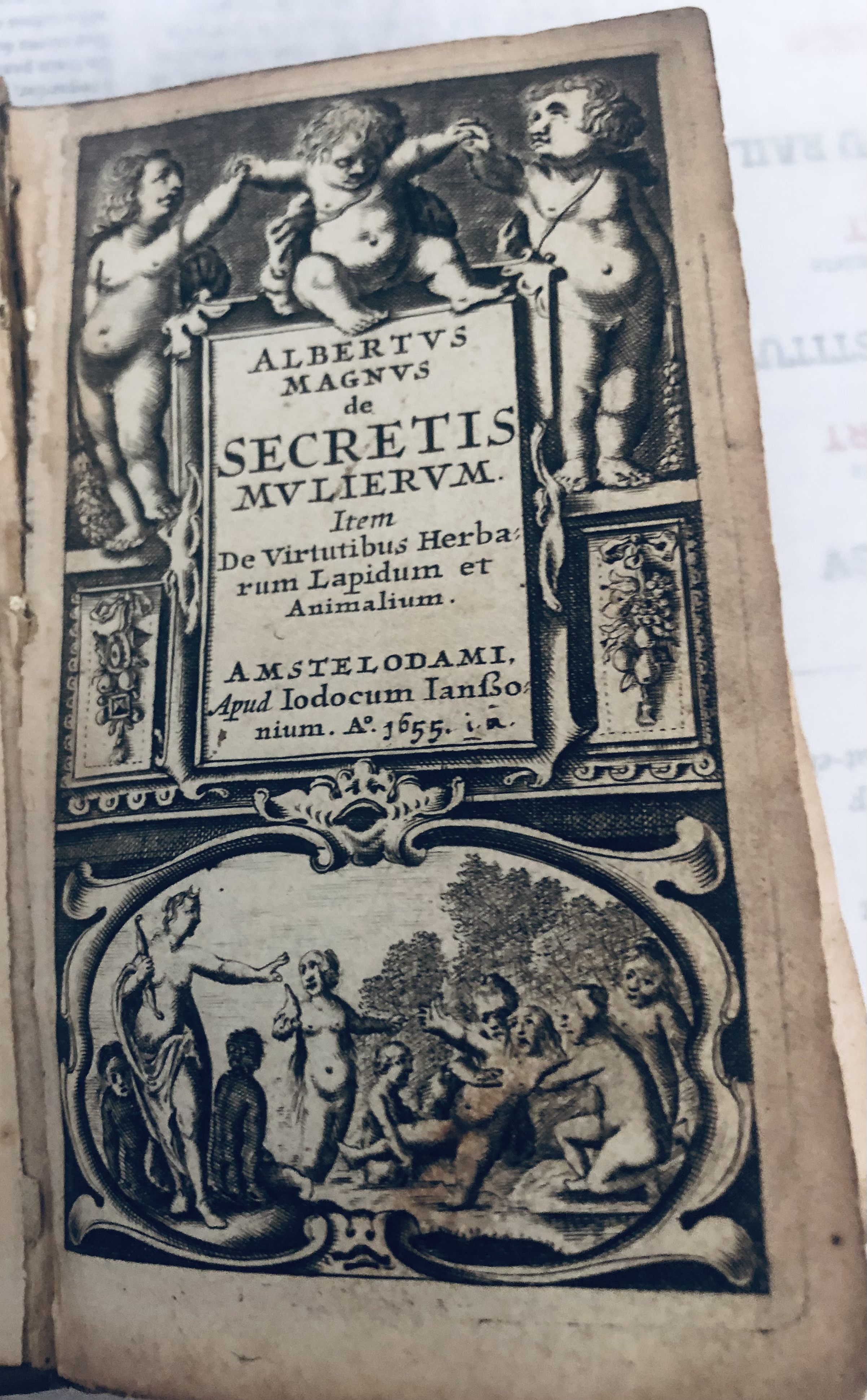

En 1993, il est choisi par les fondateurs de l'IRCOM (Angers) pour saint patron d'une formation universitaire en humanités et sciences politiques, en partenariat avec l'université d'Angers. L'Institut Albert-le-Grand est attaché à sa mémoire et organise chaque année une fête en son honneur.
Une bactérie, Agrobacterium albertimagni, un crustacé, Bogidiella albertimagni et un brachiopode fossile, Albasphe albertimagni, sont nommés en son honneur, ainsi qu'une plante, Alberta magna E. Mey.

## Contributions

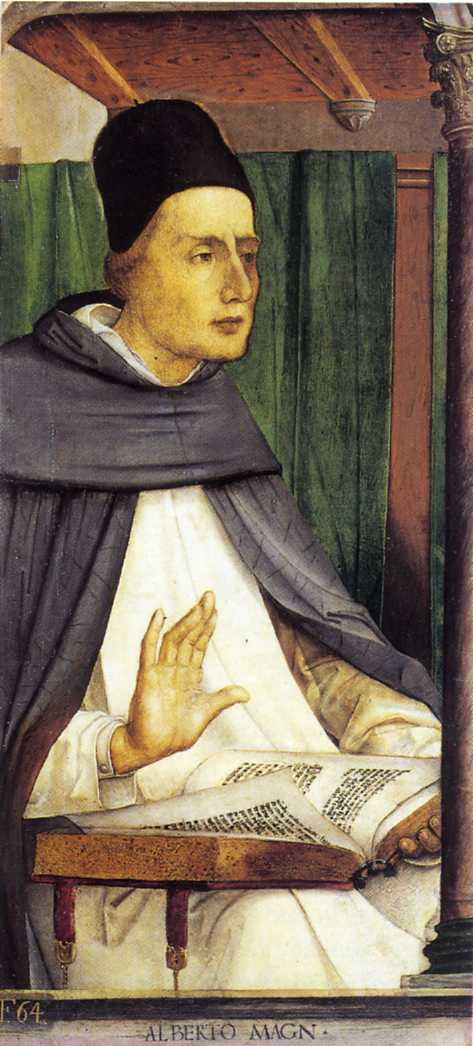
Albert le Grand par Justus van Gent (v. 1474), Galerie nationale des Marches, Urbino, Italie.

### Philosophie
Aimant à recevoir, commenter et enseigner les textes d'Aristote, son travail philosophique consista surtout à diffuser Aristote et les commentaires émis par Averroès. Il n'est cependant pas le premier à s'atteler à la tâche, puisque Abélard l'avait bien entamée au XIIe siècle. Albert le Grand a permis ainsi une seconde diffusion en Occident des philosophies grecques (après Boèce) et une première diffusion de ses commentateurs arabes, quelque temps avant celle qui entourera la chute de Constantinople (relayé par son disciple Thomas d’Aquin qui pour sa part, pas plus qu'Averroès, n'en relèvera les erreurs) et à les confronter avec la doctrine chrétienne. Saint Albert se nourrit en effet de sources grecques (Empédocle, Euclide, Platon, Aristote), latines (Sénèque) et arabes (Al-Kindi, Averroes et Avicenne et Alhazen dans ses dernières œuvres).

### Science
Conçus sur le modèle des traités d’Aristote, ses traités de sciences naturelles condensent les textes grecs et latins commentés et complétés par les Arabes (dans les domaines de l’astronomie, des mathématiques, de la médecine) ; mais Albert ajoute ses propres critiques et observations. Il prône l’expérience, n’hésitant pas à interroger lui-même les spécialistes. Il fut ainsi un inlassable encyclopédiste, qui n'hésitait pas à aller voir et interroger les experts directement.
Ainsi son traité Des animaux est composé de dix-neuf livres rapportant les données antiques et de sept livres qui sont les fruits de ses observations et de ses enquêtes auprès de chasseurs, fauconniers, baleiniers… Il classe plus de quatre cents espèces végétales (Des végétaux, cf. Liste des simples du De vegetabilibus et leurs propriétés). S’autorisant à critiquer Aristote, il corrige chaque fois qu’il le juge utile les erreurs de l’héritage antique.
Pour le traité De mineralibus (Des minéraux), Albert le Grand tire la plupart de la documentation du De virtutibus lapidum d'Arnold de Saxe, qui constitue la 3e partie de son encyclopédie De floribus rerum naturalium.

### Textes d'Albert le Grand

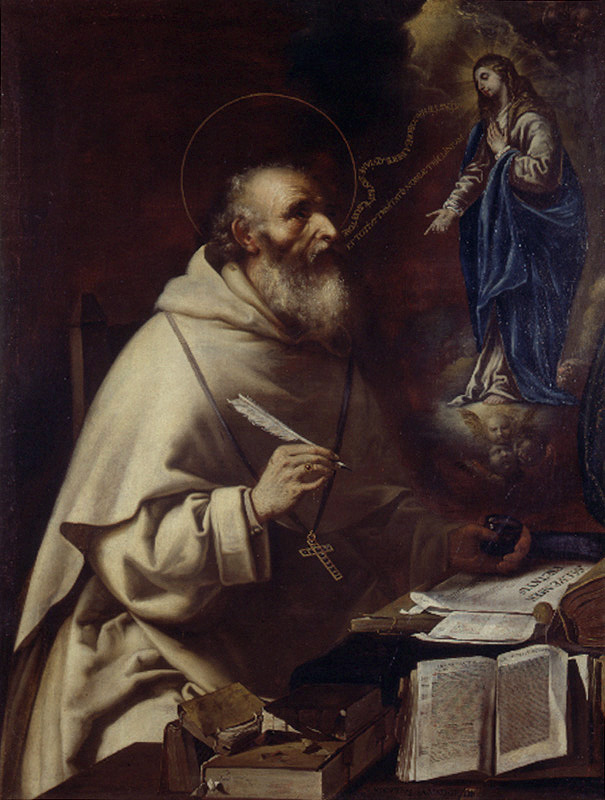
Apparition de la Vierge à saint Albert le Grand, (v. 1660), musée des Beaux-Arts de Valence (Espagne).

74 œuvres sont reconnues authentiques. Les plus connues sont les suivantes (par ordre alphabétique) : 
- Alkymia (Alchimie) : P. Kibre, An alchemical Tract attributed to Albertus Magnus, Isis, 35 (1944), p. 303-316.
- Biblia Mariana (La Bible Mariale). Opera éd. Borgnet 1890, vol. XXXVII, p. 366 à 445. Il s'agit de plus de 600 versets de l'Ancien et du Nouveau Testaments tentant à démontrer que tous décrivent, en images, la Vierge Marie. Disponible en trad. française aux Éditions Beya. https://www.editionsbeya.com/collection/la-bible-mariale
- De anima (De l'âme, 1254-1257). Opera éd. Borgnet 1890 t. V p. 117-443 (PDF en ligne). Opera omnia, Cologne et Bonn, édi. G. Stroick, t. VII/1, 1968.Manuscrit du XIIIe siècle
- De animalibus (Des animaux, 1258), lib. XV. Éd. Rome, 1478 ; Venise, 1495 en ligne sur lire en ligne sur Gallica; Opera éd. Borgnet 1890 t. X-XI (PDF en ligne). Trad. an. : Albertus Magnus, On Animals : a Medieval Summa Zoologica, Kenneth Kitchell (trad.), Baltimore, Md., 1999. Le chapitre sur les faucons, le De falconibus,  a connu une circulation manuscrite autonome et des traductions médiévales en allemand, en anglais, en catalan, en français et en italien.
- De causis et processu universitatis (Des causes et de l'émanation de l'univers, 1263-1267). Opera éd. Borgnet t. X p. 361-628 (PDF en ligne). Complément au livre XI de Metaphysicorum libri XIII.
- Commentaire sur l'Organon d'Aristote : Super duos libros Aristotelis Perihermenias (De l'interprétation) : Opera éd. Borgnet t. I p. 459-809. Super librum priorium Analyticorum primum (Premiers Analytiques, livre I) : t. I p. 459-809. Super secundum (Premiers Analytiques, livre II). Super librum posteriorum Analyticorum primum (Seconds Analytiques, livre I) : t. II p. 1-232. Super secundum (Seconds Analytiques, livre II). Super libros octo Topicorum (Les topiques) : t. II p. 233-524. Super duos Elenchorum) (Réfutations sophistiques) : t. II p. 525-713.
- Commentarium in « De generatione et corruptione » (Commentaire sur le De la génération et de la corruption d'Aristote, 1252-1256). Opera, éd. Borgnet t. IV, p.  345-476.
- Commentaires sur l'Ancien Testament : In Psalmos (Opera éd. Borgnet 1890 t. XV-XVII), In Threnos Jeremiae (t. XVIII), In librum Baruch (t. XVIII), In librum Danielis (t. XVIII), In duodecim prophetas minores (t. XIX), In Job (éd. M. Weiss, 1904).
- Commentaires sur le Nouveau Testament : In Matthaeum (Opera éd. Borgnet 1890 t. XX), In Marcum (Opera éd. Borgnet 1890 t. XXI), In Lucam (Opera éd. Borgnet 1890 t. XXII), In Joannem (Opera éd. Borgnet 1890 t. XXIV), In Apocalypsim (Opera éd. Borgnet 1890 t. XXXVIII)
- Commentarium in Dionysium Areopagitam 'De caelesti hierarchia'. Opera éd. Borgnet 1890 t. XIV p. 1-468. Sur le Pseudo-Denys l'Aréopagite (La hiérarchie céleste).
- Commentarium in Dionysium Areopagitam 'De ecclesiastica hierarchia'. Opera éd. Borgnet 1890 t. XIV p. 469-809. Trad. : Commentaire de la « Théologie mystique » de Denys le Pseudo-Aréopagite, suivi de celui des épitres I-IV, Cerf. Sur le Pseudo-Denys l'Aréopagite (La hiérarchie ecclésiastique).
- Commentarium in Dionysium Areopagitam 'De mystica theologica'. Opera éd. Borgnet 1890 t. XIV p. 811-865. Sur le Pseudo-Denys l'Aréopagite (Théologie mystique).
- Commentarium in undecim Epistolas Dionysii. Opera éd. Borgnet 1890 t. XIV p. 867-1035. Sur le Pseudo-Denys l'Aréopagite (Lettres).

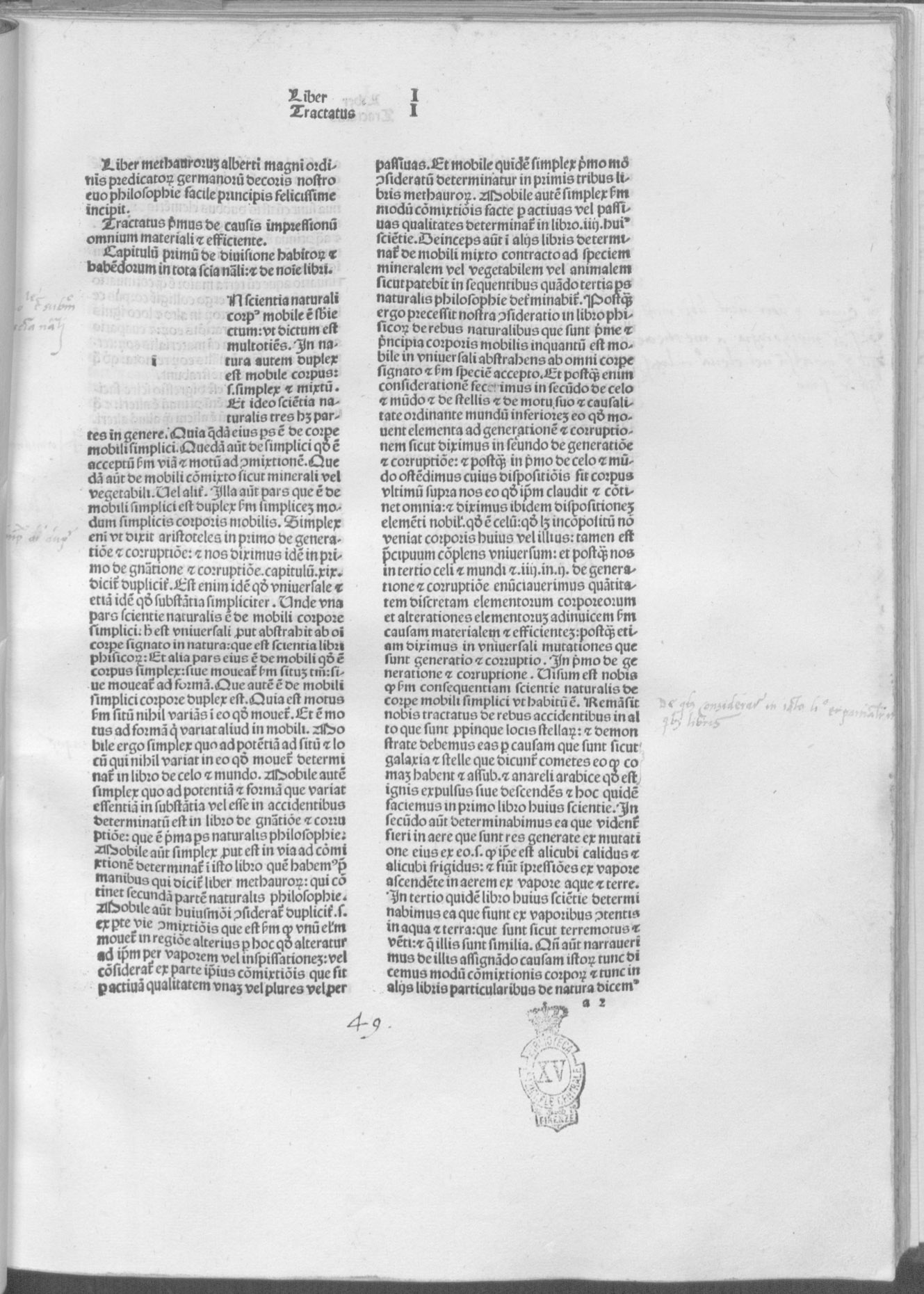
De meteoris, 1488.

- Commentarium in quattuor libros Sententiarum (Commentaire sur les Sentences de Pierre Lombard, 1246-1249). Opera éd. Borgnet 1890 t. XXV-XXX. Trad. partielle Alain de Libera in O. Boulnois (dir.), La puissance et son ombre, Aubier, 1994, p. 152-168.
- Compendium theologicae veritatis. Opera éd. Borgnet 1890 t. XXXIV. sur Gallica « N'est probablement pas d'Albert, mais de son école »
- De fato (Du destin) (1256)
- De intellectu et intelligibili (Sur l'intellect et l'objet intelligible, vers 1250). Venise : Joannes & Gregorius de Gregoriis, de Forlivio, 1494. Opera éd. Borgnet t. IX, p. 477-525.
- Diui Alberti Magni Ratispon. Episcopi su[m]mi peripathetici due partes su[m]me. quarum prima de quatuor coequeuis. Secunda de homine inscribitur en ligne Les quatre choses créés au commencement : le ciel empyrée, la matière corporelle, le temps, la nature angélique.
- Ethicorum libri X (1250-1252), Opera éd. Borgnet t. VII (PDF en ligne)
- Liber exercitationis ad viam felicitatis, éd. H. Salman, Bruges, 1940. Salut philosophique « acquis par la science et la pratique des vertus du juste milieu » (M.-Th. d'Alverny)
- Metaphysicorum libri XIII (Métaphysique, 1263-1267). Opera éd. Borgnet 1890 t. VI (PDF en ligne). Opera omnia, Cologne et Bonn, t. XVI/1, 1960, et XVI/2, 1964. Trad. partielle Isabelle Moulin, Métaphysique. Livre XI, traités II et III, Vrin, 2010, 480 p. (commentaire suivi de la partie du livre Lambda de la Métaphysique, où Aristote tente de démontrer l'existence d'une substance première, à la fois moteur premier et principe immobile, Bien suprême et suprêmement Désirable)
- Meteora (Les météores, vers 1250). Opera éd. Borgnet 1890 t. IV p. 477-832
- De mineralibus (Des minéraux, 1262-1263). Cologne: Cornelius von Zieriksee. 1499. = Mineralia, Opera éd. Borgnet 1890 t. V p. 1-116 (PDF en ligne). Trad. par Michel Angel : Le Monde minéral : les pierres, Cerf, coll. « Sagesses chrétiennes », 1995, 448 p. Manuscrit du XIIIe siècle
- De morte et vita (De la mort et de la vie). Opera éd. Borgnet 1890 t. IX.
- De natura boni (De la nature du bien, 1243)
- De natura et origine animae (De la nature et de l'origine de l'âme, 1258-1264). Trad. Jean-Marie Vernier : Livre sur la nature et l'origine de l'âme, L'Harmattan, 2009, 358 p.
- De natura locorum (De la nature des lieux, vers 1260). Vienne : H. Vietor & J. Singriener, 1514. Manuscrit du XIIIe siècle et  De Natura Locorum. Opera éd. Borgnet t. IX p. 585-657 (PDF en ligne). « C'est la géographie physico-politique du XIIIe siècle. » (P. Sighart). Trad. an. Tilmann in An Appraisal of the Geographical Works of Albertus Magnus, 1971.
- Philosophia pauperum (La philosophie des pauvres, ou Isagoge sur les livres d'Aristote, sur l'entendement physique, sur le ciel et le monde, sur la génération et la corruption, sur les météores, et sur l'âme). 1re édition, 1490, 2de édition Brescia Battista de Farfengo 1493
- Physica (entre 1252 et 1257), édi. P. Hossfeld, in Opera omnia, Cologne, vol. IV, Münster, 1933.
- De praedicamentis (Des dix prédicaments) : Opera éd. Borgnet 1890 t. I p. 149-304 (PDF en ligne). Logique : sur les prédicaments (les dix catégories selon Aristote : Substance, Quantité, Qualité, Relation, Lieu, Temps, Position, Possession, Activité, Passivité).

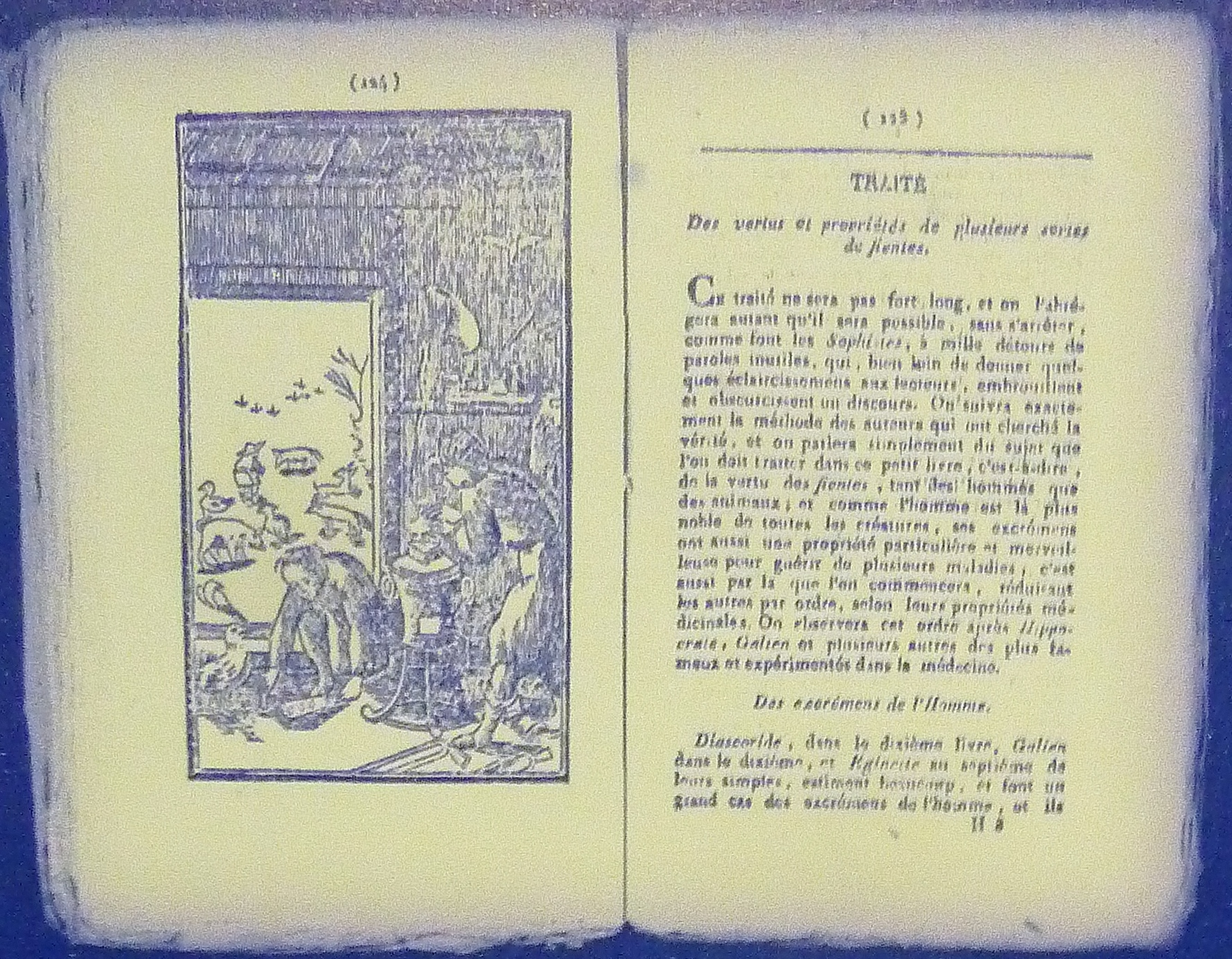
Les admirables secrets d'Albert Le Grand, page intitulée « Traité des vertus et propriétés de plusieurs sortes de fientes », première moitié du XIX.

- De proprietabus elementorum (Des propriétés des éléments). Opera éd. Borgnet 1890 t. IX p. 585-657.
- Question disputée « De prophetia », édi. par J.-P. Torrell, Revue des Sciences Philosophiques et Théologiques, Paris, 1981, vol. 65, no 1, p. 5-53.
- Quindecim problemata (Sur quinze problèmes contre les averroïstes, vers 1269) en ligne Édition in P. Mandonnet, Siger de Brabant et l'averroïsme latin au XVIIIe s., 1911.
- De secretis mulierum (Des secrets des femmes) pause.hautetfort.com. Selon A. Colson (1880), il s'agit de notes prises à un cours d'Albert le Grand vers 1245-1248 sur l'embryologie et la gynécologie, qui deviendra le livre IX du De animalibus (1258) d'Albert le Grand. Ajouté au Grand Albert primitif du Pseudo-Albert le Grand, en 1580, par l'éditeur Joannes Quadrat : Le Grand et le Petit Albert, édi. Bernard Husson, Paris, Pierre Belfond, 1970, p. 69-98.
- Sermones XXXII de sacramento eucharistiae (Trente-deux sermons sur le sacrement de l'eucharistie). Ulm : Johann Zainer, 1474. Opera éd. Borgnet 1890 t. XIII.
- Sermones de tempore (Sermons sur le temps). Opera éd. Borgnet 1890 t. XIII.
- De sex principiis Gilberti Porretani (Les six principes de Gilbert de la Porrée (forme, activité, passivité, temps, lieu, situation, durée, mesure) : Opera éd. Borgnet t. I p. 373-457 (PDF en ligne).
- Summa de bono (Somme sur le bien, vers 1242). Opera omnia, t. 28, Ascendrorff, 1951.
- Summa de creaturis (La Somme des créatures, vers 1240-1244). Opera éd. Borgnet 1890 t. XXXIV-XXXV. Trad. partielle I. Rosier (éd.), La parole comme acte, Vrin, 1994, p. 152-168. Cinq parties : De quatuor coaequavis (De materia, De tempore, De caelo empyreo, De angelica creatura), De homine (avec le Tractatus de anima), De bono, De sacramentis, De resurrectione).
- Summa de mirabili scientia Dei[17] (ou Summa theologiae, 1270). Opera éd. Borgnet 1890 t. XXXI-XXXIII (PDF en ligne)(en ligne).
- Super Porphyrium. De V universalibus (Sur Porphyre. Des cinq universaux). = De praedicalibus, in Opera éd. Borgnet 1890 t. I p. 1-148 (PDF en ligne). Logique : sur les cinq prédicables (selon Porphyre de Tyr : genre, espèce, différence, propre, accident).
- De unitate intellectus contra Averroem (De l'unité de l'intellect, contre les averroïstes, 1256). Opera éd. Borgnet 1890 t. IX p. 437-475 (PDF en ligne).
- De vegetalibus et plantis (1256-1257). Opera éd. Borgnet 1890 t. X p. 1-320. Livre VII Des vertus des plantes, des pierres et de certains animaux, De virtutibus herbarum, lapidum et animalium qurundam) ou Expériences d'Albert, Experimenta Alberti). On a là des morceaux d'Albert le Grand (dont le De mineralibus) ou - selon Lynn Thorndike - de dominicains, rassemblés sur le thème des puissances occultes.
- Munich Digitisation Centre:Super Marci Evangeliare postilla, Super Matthei Evangeliare postilla, Prima et secunda pars summe Alberthi magni, Prima et secunda partes postille super Evangeliare Luce, Opera Dionysii, De celebratione missarum. Livres numérisés.
- Albert le Grand, Œuvres choisies, Aubier-Montaigne, 1993.

La tradition manuscrite est très importante. Elle fait l'objet d'au moins trois publications de Winfried Fauser :
- Die Werke des Albertus Magnus in ihrer Handschriftlichen Überlieferung. Teil I, die echten Werke. Codices manuscripti operum Alberti Magni. Pars I, Opera genuina, Münster, 1982
  - premier supplément dans le Bulletin de philosophie médiévale, t. 24, 1982, p. 115-129
  - deuxième supplément dans le Bulletin de philosophie médiévale, t. 25, 1983, p. 100-120.

### Pseudo-Albert-le-Grand
- Albertus Magnus, Liber aggregationis, seu Liber secretorum de virtutibus herbarum, lapidum et animalium quorundam (Le Grand Albert. Livre de la réunion, ou Livre des secrets sur les vertus des herbes, des pierres et de certains animaux) (élaboré entre 1245 et 1703) : Claude Seignolle, Les Évangiles du Diable, Paris, Robert Laffont, coll. « Bouquins », 2000. Le Grand Albert. Isabelle Draelants, Le 'Liber de virtutibus herbarum, lapidum et animalium' ('Liber aggregationis'). Un texte à succès attribué à Albert le Grand, Sismel, Edizioni del Galluzzo (Micrologus Library), 2007, 492 p. (13 plantes, 45 pierres et 18 animaux).
- Alberti Parvi Lucii Libellus de mirabilibus naturae arcanis (Opuscule du Petit Albert) Lucius sur les secrets merveilleux de la nature) (1668) : Claude Seignolle, Les Évangiles du Diable, Paris, Robert Laffont, collection Bouquins, 2000. Le Petit Albert.
- Compositum de compositis (Composé des composés) (compilé en 1331). Theatrum chemicum, Strasbourg, édi. Zetzner, t. IV (1659), p. 825-841. Trad. par Albert Poisson, Cinq traités d'alchimie des plus grands philosophes, Chacornac, 1899.
- Libellus de alchimia. Semita recta (XIIIe siècle) : ce texte alchimique est une compilation de la Summa perfectionis du Pseudo-Geber (Paul de Tarente). Opera d'Albert éd. Borgnet 1890 t. XXXVII, p. 545-573. V. Heines, Albertus Magnus « Libellus de alchimia (Semita recta) », Berkeley, 1958.
- De occultis naturae : P. Kibre, The « De Occultis Naturae » attributed to Albertus Magnus, Osiris, 11 (1954), p. 23-39 ; Albertus Magnus. De Occultis Naturae, Ositis, 13 (1958), p. 157-183..
- Quaestiones Alberti de modis significandi (Questions d'Albert sur les modes de signifier) (vers 1285), édi. et trad. L. G. Kelly, Amsterdam, John Benjamins, 1977.
- Speculum astronomiae (Miroir d'astronomie), peut-être de Richard de Fournival vers 1277 (selon Bruno Roy, 2000) ou de Campanus de Novare vers 1330 (selon Agostino Paravicini Bagliani) ; attribué à Albert le Grand par P. Zambelli[18]. Opera d'Albert éd. Borgnet 1890 t. V. Trad. an. : The Speculum astronomiae and its enigma : astrology, theology and science in Albertus Magnus and his contemporaries, édi. par Paola Zambelli, Dordrecht Publications ; Boston ; London : Kluwer academic publ., 1992, XVI-352 p.
- De Virtutibus, seu Paradisus animae (Des vertus, ou le Paradis de l'âme. Opera éd. Borgnet 1890 t. XXXVII. Trad. : Le Paradis de l'âme, ou Petit livre des vertus, attribué au Bx. Albert le Grand, de Saint Albert le Grand et Gonzalve Vanhamme, 1921[19]. Probablement pas d'Albert.

### Éditions de référence

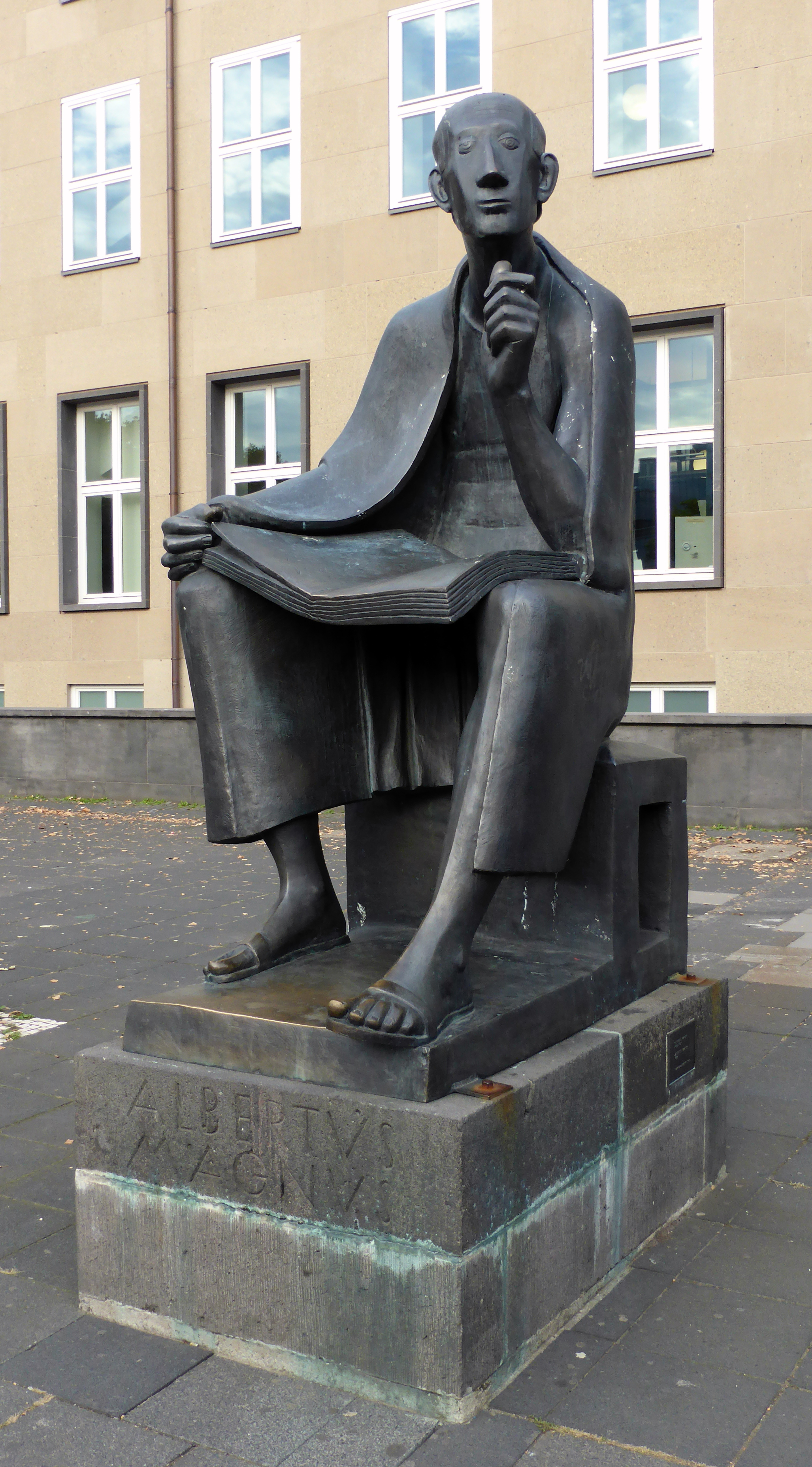
Sculpture d'Albert le Grand, Gerhard Marcks (1956), université de Cologne.

Toute citation d'Albert doit être identifiée en référence à l'une de ces éditions de référence :
- Édition Auguste Borgnet, Paris, Vivès, 38 vol. in-4°, 1890-1899 : Albertus Magnus, Opera omnia (de loin la plus disponible, reprise pour l'essentiel, mais avec des différences parfois notables, de l'édition de Pierre Jammy, OP, 21 volumes in fol., Lyon, C. Prost, 1651 : Beati Albert Magni Opera), seules éditions des œuvres complètes disponibles.
- Hermann Stadler, « De animalibus libri XXVI. Nach der Kölner Urschrift », Beiträge zur Geschichte der Philosophie des Mittelalters,‎ 1916-1920.
- L'édition critique des œuvres complètes d'Albert le Grand est en cours, menée par le Albertus-Magnus-Institut de Münster (voir "Editio Coloniensis" pour l'état d'avancement). Elle remplace les éditions antérieures.
- Alberti Magni E-Corpus Waterloo

### Études
- Alain de Libera :
  - Albert le Grand et la philosophie, Paris, Vrin, coll. "À la recherche de la vérité", 1990
  - Métaphysique et noétique, Albert le Grand, Vrin, coll. "Problèmes et controverses", 2005,  (ISBN 271161638X et 9782711616381)
- Marcel-Marie Desmarais, S. Albert le Grand: docteur de la médiation mariale, Paris, Vrin, 1935 Edition digitale
- Albert Garreau, Saint Albert le Grand. Préface du R. P. Mandonnet, O. P. Paris, Desclée, de Brouwer et Cie, 1932.
- Resnick, Irven (ed.), A Companion to Albert the Great: Theology, Philosophy, and the Sciences, Leiden, Brill, 2013.
- F. Van Steenberghen, La philosophie au XIIIe siècle, Louvain, Peeters, 1991, p. 245-275.
- sur la science : J. A. Weisheipl (édi.), Albertus Magnus and the Sciences, Toronto, Pontifical Institute of Mediaeval Studies, 1980.
- sur la psychologie : P. Michaud-Quantin, La psychologie de l'activité chez Albert le Grand, Vrin, 1966. B. Mojsich, "La psychologie d'Albert le Grand et la théorie de l'intellect de Dietrich de Freiberg", Archives de philosophie, 43, 1980, p. 675-693.
- sur l'alchimie : Robert Halleux, « Albert le Grand et l'alchimie », Revue des sciences philosophiques et théologiques, 66 (1982), p. 57-80. P. Kribe, Alchemical Writings ascribed to Albertus Magnus, Speculum, XVII (1942), p. 499-518.
- sur l'astrologie : Paola Zambelli, "Albert le Grand et l'astrologie", Recherches de théologie ancienne et médiévale, 49 (1982), p. 145-158 ; The 'Speculum astronomiae' and its Enigma. Astrology, Theology, SCience in Albertus Magnus and His Contemporaries (1992), Springer, coll. "Boston Studies in the Philosophy and History of Science", 2010, 368 p.
- sur la magie : Lynn Thorndike, A History of Magic and Experimental Science, New York, t. III, 1934.
- sur la zoologie : Kenneth F. Kitchell et Irven Michael Resnick, Albertus Magnus, On Animals : A Medieval Summa Zoologica, The Johns Hopkins University Press. 1999, 1920 p.
- sur les traductions du De falconibus: An Smets, « La réception en langue vulgaire du “De falconibus” d’Albert le Grand », Medieval Forms of Argument: Disputation and Debate (Disputatio 5),‎ 2002, p. 189-199.